# Bần Hải Nam
Sonneratia hainanensis (tiếng Anh thường gọi là Hainan Sonneratia) là một loài thực vật thuộc họ họ Bằng lăng. Đây là loài đặc hữu của Trung Quốc.